# Glutation

Glutation, C_{10}H_{17}N_{3}O_{6}S

Glutation (GSH) är en tripeptid innehållande aminosyrorna glycin, cystein och glutaminsyra. Den innehåller en ovanlig peptidbindning mellan amingruppen för cystein och karboxylgruppen för glutamatsidokedjan. Glutation är en antioxidant, som skyddar celler från toxiner som fria radikaler.
Glutation fungerar som ett "offer-substrat" för reaktiva radikaler: när två glutationmolekyler utsätts för en radikal bildar de glutationdisulfid i en redoxreaktion med hjälp av enzymet glutationperoxidas. Glutationdisulfid kan sedan återbildas till två glutationmolekyler genom att reduceras av NADPH med hjälp av enzymet glutationreduktas.